# 나의 삶 나의 보람
나의 삶 나의 보람은 KBS 한민족방송에서 2000년 5월 1일부터 2013년 10월 27일까지 방송했던 라디오 프로그램이다.
진행자는 안희재 아나운서이며, 생방송은 매일 새벽 2시 20분부터 새벽 3시까지, 재방송은 매일 오후 3시 20분부터 오후 4시까지이다.

## 역대 타KBS라디오 채널 본방송 시간
※ 방송 기간 중 KBS 한민족방송 생, 재방송과 더불어서 KBS 1라디오에서 2001년 10월 15일부터 2002년 10월 20일까지 매일, 2009년 5월 2일부터 2010년 4월 17일까지 토요일에만, 2010년 4월 24일부터 2010년 12월 26일까지 주말에만, 그리고 KBS 3라디오에서 2010년 4월 19일부터 2013년 10월 27일 폐지 때까지 매일 본방송을 하기도 했다.
| 방송 채널   | 방송 기간                           | 방송 시간                         | 비고                  |
| ----------- | ----------------------------------- | --------------------------------- | --------------------- |
| KBS 1라디오 | 2001년 10월 15일 ~ 2002년 10월 20일 | 매일 새벽 3:20 ~ 새벽 4:00        | 1R 매일 본방송        |
| KBS 1라디오 | 2009년 5월 2일 ~ 2010년 4월 17일    | 매주 일요일 새벽 3:00 ~ 새벽 3:40 | 1R 토요일 한정 본방송 |
| KBS 1라디오 | 2010년 4월 24일 ~ 2010년 12월 26일  | 일, 월요일 새벽 3:00 ~ 새벽 3:40  | 1R 주말 한정 본방송   |
| KBS 3라디오 | 2010년 4월 19일 ~ 2011년 11월 6일   | 매일 밤 10:20 ~ 밤 11:00          | 3R 매일 본방송        |
| KBS 3라디오 | 2011년 11월 7일 ~ 2013년 10월 27일  | 매일 밤 11:20 ~ 밤 12:00          | 3R 매일 본방송        |

| KBS 한민족방송           |                          |                          |
| 이전                     | 나의 삶 나의 보람        | 다음                     |
| 라디오 극장              | 나의 삶 나의 보람        | 종교와 인생              |
| 새벽 2시 ~ 새벽 2시 20분 | 새벽 2시 20분 ~ 새벽 3시 | 새벽 3시 ~ 새벽 3시 30분 |
|                          |                          |                          |

| KBS 한민족방송           |                            |                         |
| 이전                     | 나의 삶 나의 보람 (재방송) | 다음                    |
| 시사초점 (재방송)        | 나의 삶 나의 보람 (재방송) | 한민족 16시 뉴스        |
| 오후 3시 ~ 오후 3시 20분 | 오후 3시 20분 ~ 오후 4시   | 오후 4시 ~ 오후 4시 5분 |
|                          |                            |                         |